# Klaus Leroff
Klaus Leroff (geboren am 2. April 1953 in Bad Salzuflen; gestorben am 22. Dezember 2024) war ein deutscher Politiker (CDU). Er war von 1990 bis 2004 Abgeordneter im Landtag von Sachsen.

## Leben
Leroff besuchte das Gymnasium, an dem er das Abitur machte, in Bonn. Danach machte er eine Lehre zum Industriekaufmann und arbeitete danach im Vertrieb. Er wurde Mitarbeiter bei einem Abgeordneten des Deutschen Bundestages und studierte später Bauwesen an den Universitäten in Köln und London. Seit 1982 war er mit einem Ingenieurbüro für Tiefbau und einer Unternehmensberatung für Organisation und elektronischer Datenverarbeitung selbständig.
Seit 1971 war Leroff Mitglied der CDU. Zwei Jahre zuvor war er der JU beigetreten. Seit 1976 war er Mitglied verschiedener Ausschüsse des Gemeinderats. Nach der Wende in der DDR verlegte Leroff seinen Wohnsitz nach Pirna. Er wurde 1990 über den Wahlkreis 35 (Pirna I) in den sächsischen Landtag gewählt und war in der ersten bis dritten Wahlperiode von 1990 bis 2004 Abgeordneter im Landtag von Sachsen. Hier wirkte er u. a. als Parlamentarischer Geschäftsführer der CDU-Fraktion.
Nach dem Ausscheiden aus dem sächsischen Landtag nahm Leroff seine selbständige Tätigkeit wieder auf. Er wirkte darüber hinaus u. a. als Geschäftsführer beim Sächsischen Landesverband des Volksbundes Deutscher Kriegsgräberfürsorge und war zum Zeitpunkt seines Todes Landesvorsitzender der Senioren-Union Sachsen der CDU.